# Splinter Cell
(Tom Clancy's Splinter Cell)

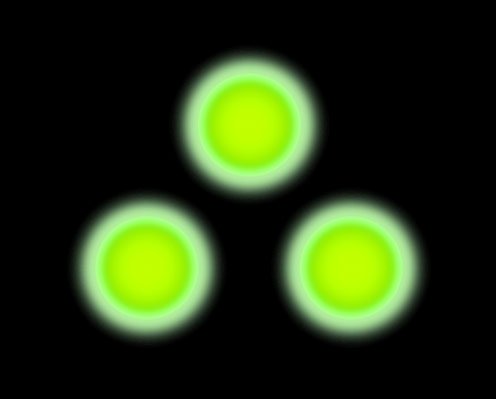
Il visore notturno, tipica icona utilizzata nella serie Splinter Cell

Tom Clancy's Splinter Cell, nota semplicemente come Splinter Cell, è una serie di videogiochi stealth sviluppati e pubblicati da Ubisoft a partire dal 2002; lo scrittore Tom Clancy e i suoi collaboratori sono stati coinvolti, almeno per il primo capitolo, in tutte le fasi di creazione del prodotto.
Nella finzione, gli Splinter Cell sono agenti segreti facenti capo ad una divisione sperimentale della National Security Agency denominata Third Echelon, operanti prettamente in ambienti ostili che richiedono particolare agilità, conoscenza della strategia militare e longeva esperienza sul campo di battaglia. Gli agenti sono supportati da piccole squadre che raccolgono quattro tra i migliori e più ambìti esperti in ingegneria edile, tattica, equipaggiamento e sistemi informatici; la straordinaria abilità di queste invisibili forze speciali è affinata da armi e strumentazioni avveniristiche e tecnologicamente avanzate.
Splinter Cell è considerata una delle migliori serie stealth di tutti i tempi; dai videogiochi sono stati tratti dei romanzi, inizialmente scritti da Raymond Benson con lo pseudonimo di David Michaels.

## Sinossi
Tutti i videogiochi della serie sono ambientati circa due anni dopo la loro uscita effettiva sul mercato. Il giocatore veste i panni del protagonista, Sam Fisher, un ex militare inattivo del corpo dei Navy SEAL che viene richiamato dalla National Security Agency per la divisione sperimentale denominata Third Echelon, la cui direzione è affidata al colonnello Irving Lambert; ex collega di Fisher, Lambert si avvarrà delle straordinarie capacità dell'amico e della sua esperienza militare e lo impiegherà ufficialmente nel ruolo di Splinter Cell.

## Videogiochi

### Capitoli principali
| Anno | Titolo                                       | Sviluppatori                       | Editore | Piattaforme                                          |
| ---- | -------------------------------------------- | ---------------------------------- | ------- | ---------------------------------------------------- |
| 2002 | Tom Clancy's Splinter Cell                   | Ubisoft Montréal, Ubisoft Shanghai | Ubisoft | Windows, Xbox, PlayStation 2, GameCube               |
| 2004 | Tom Clancy's Splinter Cell: Pandora Tomorrow | Ubisoft Montréal, Ubisoft Annecy   | Ubisoft | Windows, Xbox, PlayStation 2, GameCube               |
| 2005 | Tom Clancy's Splinter Cell: Chaos Theory     | Ubisoft Montréal, Ubisoft Annecy   | Ubisoft | Windows, Xbox, PlayStation 2, GameCube               |
| 2006 | Tom Clancy's Splinter Cell: Double Agent     | Ubisoft Montréal, Ubisoft Annecy   | Ubisoft | Windows, PlayStation 2, Xbox 360, PlayStation 3, Wii |
| 2010 | Tom Clancy's Splinter Cell: Conviction       | Ubisoft Montréal, Ubisoft Toronto  | Ubisoft | Windows, Xbox 360                                    |
| 2013 | Tom Clancy's Splinter Cell: Blacklist        | Ubisoft Montréal, Ubisoft Toronto  | Ubisoft | Windows, Xbox 360, PlayStation 3, Wii U              |

### Spin-off
| Anno | Titolo                                          | Sviluppatori                       | Editore | Piattaforme          |
| ---- | ----------------------------------------------- | ---------------------------------- | ------- | -------------------- |
| 2003 | Tom Clancy's Splinter Cell: Team Stealth Action | Ubisoft Montréal, Ubisoft Shanghai | Ubisoft | Game Boy Advance     |
| 2006 | Tom Clancy's Splinter Cell: Essentials          | Ubisoft Montréal, Ubisoft Annecy   | Ubisoft | PlayStation Portable |

## Romanzi
| Anno | Titolo                                          | Scrittore       |
| ---- | ----------------------------------------------- | --------------- |
| 2004 | Tom Clancy Splinter Cell                        | Raymond Benson  |
| 2005 | Tom Clancy Splinter Cell: Operation Barracuda   | Raymond Benson  |
| 2006 | Tom Clancy Splinter Cell: Checkmate             | Grant Blackwood |
| 2007 | Tom Clancy Splinter Cell: FallOut               | Grant Blackwood |
| 2009 | Tom Clancy Splinter Cell: Conviction            | Peter Telep     |
| 2009 | Tom Clancy Splinter Cell: End Game              | Peter Telep     |
| 2013 | Tom Clancy's Splinter Cell: Blacklist Aftermath | Peter Telep     |
| 2022 | Tom Clancy's Splinter Cell: Firewall            | James Swallow   |

## Adattamenti

### Film
Nel dicembre del 2012 la Ubisoft Film & Television ha stretto un accordo con la Regency Enterprises per produrre un film ispirato a Splinter Cell (2002), primo capitolo della serie videoludica; Eric Warren Singer si sarebbe occupato dell'adattamento cinematografico, mentre il ruolo di Sam Fisher sarebbe andato a Tom Hardy.
Il film è rimasto in sospeso per parecchi anni e, ad oggi, non è ancora prevista una data di uscita.

### Serie animata
È in produzione Splinter Cell: Deathwatch, una serie animata prodotta da Ubisoft in collaborazione con Regency Enterprises e Thunder Road Pictures. L’uscita è prevista per il 2025 in esclusiva su Netflix.